# Route nationale 38 (Argentine)
Pour les articles homonymes, voir Route nationale 38.
La Route nationale 38 en Argentine est une grand route qui unit les provinces de Córdoba, de La Rioja, de Catamarca et de Tucumán. Elle commence à Villa Carlos Paz, à quelques kilomètres à l'Ouest de la ville de Córdoba, et passe ensuite par les capitales des autres provinces. Ceci fait que son tracé est loin d'être rectiligne.
La route passe par le Valle de Punilla (es) où plusieurs localités touristiques importantes se succèdent du sud au nord. Elle passe aussi par la ville de Patquía, où elle communique avec la route nationale 150 qui se termine au Chili voisin.

La route croise également la route nationale 79 (es) au niveau de la ville de Chamical.
La Loi nationale 24.783 publiée le 2 avril 1997 donne le nom de Mgr Angelelli à cette route.